# Paul London și Brian Kendrick

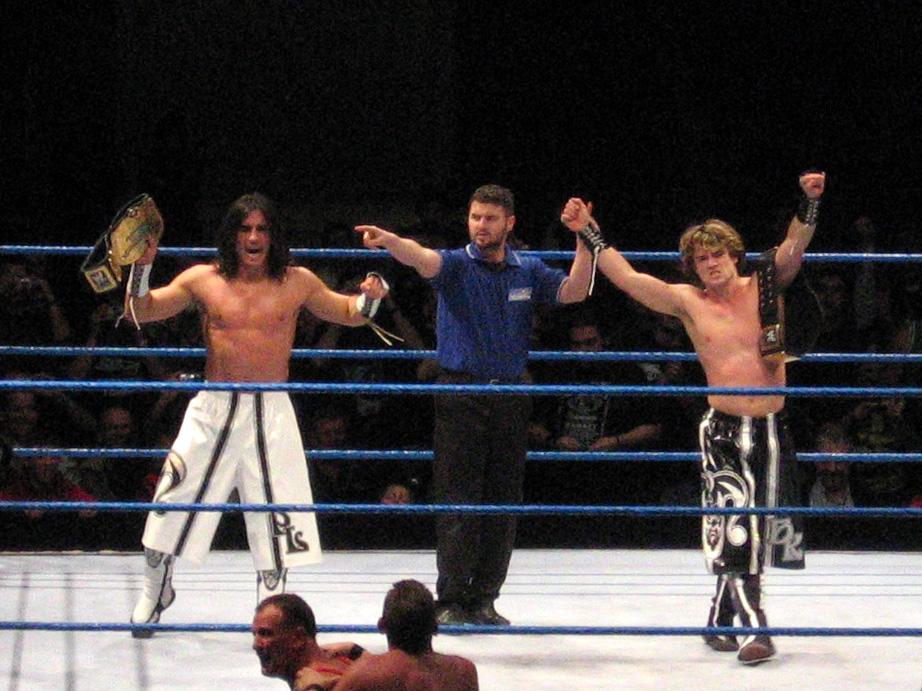
Paul London (dreapta) şi Brian Kendrick (stânga)

Paul London și Brian Kendrick  a fost o echipă de wrestling a promoției World Wrestling Entertainment (WWE).
Ei doi au făcut echipă în SmackDown! echipă și cu Ashley Massaro.

## Carieră

### World Wrestling Entertainment (2002-2008)

#### 2002-2006
În 2002, Kendrick a fost angajat de World Wrestling Entertainment sub numele de "Spanky" 10, iar în iulie 2003, London i sa alăturat. Odată împreună în companie și la SmackDown !, au început să facă echipa împreună. După ce a-u învins mai multe echipe la Velocity, Kendrick a părăsit compania în februarie 2004.
Kendrick sa întors în 2005 folosind numele său real, iar în septembrie 2005 Londra și Kendrick și-au reformat vechea echipă de tag-uri. Intrau cu bluze, cizme înalte, pantaloni scurți și măști de teatru, sprintând spre ring și realizând acrobații la intrare. La 6 ianuarie 2006, ei au răspuns unei provocări din partea lui Simon Dean, doar pentru a fi atacați de către debutanții Gymini, noii bodyguarzi ai lui Dean. După atac, au intrat într-o scurtă rivalitate cu ei, pierzând London și Kendrick toate luptele.
Ulterior, ei au declarat că doresc să obțină Campionatele WWE în perechi, apoi au pierdut într-o luptă împotriva campionilor MNM (Johnny Nitro & Joey Mercury) pe 10 februarie 2006. La 10 aprilie, de asemenea, la SmackDown! London și Kendrick i-au învins într-un alt meci unde titlul nu a fost în joc. London și Kendrick și-au urmat seria câștigătoare, distrugând nenumărate echipe atât în meciurile titulare, cât și în cele fără titlu. După ce au câștigat lupte individuale împotriva lui Nitro și Mercury, au luptat pentru Campionate la Judgment Day, unde London și Kendrick au ieșit victorioși, obținând titlurile.
Prima sa rivalitate în jurul titlurilor a fost împotriva lui K.C. James & Idol Stevens, împotriva căruia London și Kendrick au pierdut un meci fără titlurile în joc. Atunci Ashley Massaro a început să îi însoțească pe Londrick în ring, acționând ca valet și combatând cu însoțitoarea lui James & Idol, Michelle McCool. La The Great American Bash, Kendrick si London au apărat cu succes titlurile cu The Pitbulls (Kid Kash & Jamie Noble) si, la No Mercy, cu KC James & Idol Stevens.
Pe 14 octombrie 2006, au devenit Campioni pe echipe cu cea mai lungă domnie a tuturor timpurilor, întrecândui pe MNM timp de 145 de zile. Apoi au început o dispută cu William Regal și Dave Taylor, suferind înfrângeri individuale împotriva lui Regal,  precum și o înfrângere în fața echipei fără titlul în joc pe 8 decembrie pe SmackDown!. Meciul programat dintre cele două echipe de la Armageddon a fost schimbat într-un Four-Way Ladder Match, inclusiv Hardy Boys și MNM. În meci, London și Kendrick au reușit să-și apere titlurile. După aceea, echipa i-a învins pe William Regal și Dave Taylor într-un alt meci de revanșă.

#### 2007-2008
Pe 16 februarie la SmackDown, managerul general Theodore Long a programat un alt Ladder Match între London & Kendrick, MNM, Hardy Boyz și William Regal & Dave Taylor la No Way Out, dar WWE.com a anunțat că lupta a fost schimbată la un Tag Team Match între Hardy Boyz & Chris Benoit vs MNM & MVP, Londrick 33 în timp ce Londrick se confrunta cu echipa debutantă Deuce 'n Domino (Jimmy "Deuce" Reiher, Jr. & Cliff "Domino" Compton), în alt meci în care au păstrat titlurile. Domnia campionilor a ajuns la sfârșit atunci când au fost învinși de Deuce „n Domino într-un meci pentru titluri pe 20 aprilie 2007, la SmackDown!. În timpul luptei, London s-a accidentat (kayfabe), cauzând că Kendrick să apere singur titlurile; în ciuda efortului său, Deuce și Domino au câștigat meciul. London sa întors la SmackDown! pe 11 mai, învingândul pe Domino. London și Kendrick au încercat să recâștige titlurile într-un Triple Threat Tag Team Match cu William Regal & Dave Taylor și apoi într-un meci Tag Team, dar nu a-u reușit victoria. În august, Londrick a-u fost învinși de Lance Cade și Trevor Murdoch într-un Dark match la SummerSlam.